# کاراکا

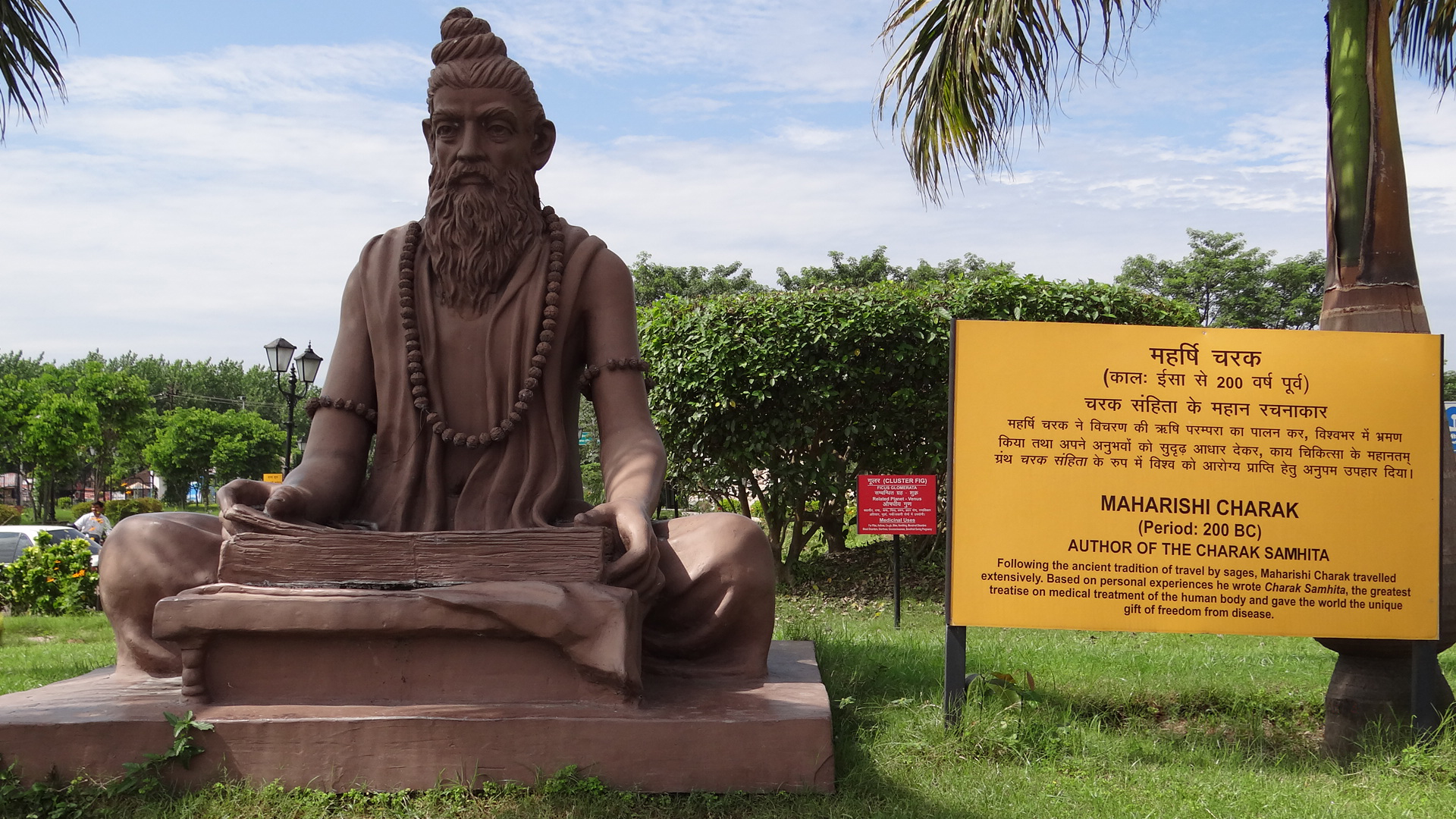
مجسمه کاراکا در کمپ پاتانجالی یوگپیت، هاریدوار، هند

کاراکا (به سانسکریت:  'चरक) پزشک کشمیری بود که در زمان کانیشکا شاه هند و سکایی (که او احتمالاً از حدود ۱۲۰ تا ۱۶۲ حکومت کرد) برآمد. او در پان‌کانادای کشمیر زاده شد.
کاراکا رسالهٴ طبی مختصری موسوم به کاراکا سامهیتا در معرفی شیوهٴ پزشکی آتریا نوشت که به وسیلهٴ شاگردش آگنی‌وشا به دست ما رسیده است (رسالهٴ خود آگنی‌وسا گم شده است).